# Johannes Marböck
Johannes Marböck (* 8. Februar 1935 in Natternbach, Oberösterreich) ist ein österreichischer katholischer Alttestamentler.

## Leben
Johannes Marböck studierte Theologie und Philosophie am Kollegium Petrinum und am Priesterseminar in Linz. Am 5. Juli 1959 wurde er zum Priester geweiht. Nach Tätigkeit als Kaplan in Oberösterreich absolvierte er von 1965 bis 1968 ein Doktoratsstudium am Päpstlichen Bibelinstitut in Rom, anschließend auch in Jerusalem. Von 1968 bis 1970 war er Assistent für Altes Testament an der Universität Graz. 1970 habilitierte er sich in Graz.
1970 erhielt er einen Ruf auf eine Professur für Altes Testament an der Philosophisch-theologischen Hochschule Linz. 1976 wechselte er auf eine Professur für Alttestamentliche Bibelwissenschaft nach Graz. Von 1985 bis 1987 war er auch Dekan der Katholisch-Theologischen Fakultät der Universität Graz. 2003 wurde er emeritiert. 
Er war von 1988 bis 2004 als Nachfolger von Georg Hansemann Prior für die Komturei Graz des Ritterordens vom Heiligen Grab zu Jerusalem; sein Nachfolger wurde Abt Petrus Steigenberger OCist. Seit 2004 ist er Kanoniker kaiserlicher Stiftung am Domkapitel in Linz.

## Ehrungen und Auszeichnungen
- Ernennung zum „Monsignore“ durch Papst Johannes Paul II. (1992)
- Landeskulturpreis des Landes Oberösterreich (1993)
- Großes Silbernes Ehrenzeichen für Verdienste um die Republik Österreich (2000)[1]
- Ehrenring in Gold der Katholisch-Theologischen Fakultät der Universität Graz (2017)